# Clophill
Clophill – wieś w Anglii, w hrabstwie ceremonialnym Bedfordshire, w dystrykcie (unitary authority) Central Bedfordshire. Leży 13 km na południe od centrum miasta Bedford i 62 km na północ od centrum Londynu. W 2009 miejscowość liczyła 1 750 mieszkańców.